# Vinyls
Vinyls Italia S.p.A. in Amministrazione Straordinaria è un'azienda italiana che operava nel settore chimico, producendo cloruro di polivinile e cloruro di vinile monomero.

## Storia
Vinyls Italia nasce nel 1986 come European Vinyls Corporation International, joint venture olandese paritetica tra Enichem ed ICI: al nuovo soggetto viene affidata la gestione dei loro impianti di produzione di VCM, PVC e PVC Compound situati in Italia, Germania, Svizzera e Gran Bretagna, di cui assumerà la proprietà nel 1991.
Nel 1994 viene quotata alla Borsa di Amsterdam.
Nel 2001 Ineos acquista il 50% delle azioni EVC, diventando poi azionista unico nel 2005.
EVC Italia, precedentemente controllata da EVC International NV e dalla EVC (UK) Ltd, viene ridenominata Ineos Vinyls Italia S.p.A. e sottoposta al controllo di Ineos Vinyls Holdings Italia S.r.l. che faceva capo a Ineos Vinyls Ltd.
Nel 2006 assistiamo ad un ulteriore passaggio di proprietà, arrivando a due nuovi azionisti, Vinyls Italia Ltd e Vinyls Italia 2 Ltd.
Nel 2008 Ineos esprime la volontà di cedere le attività italiane, poiché ENI (Syndial, Polimeri Europa), maggiore fornitore di materie prime (dicloroetano, etilene) dell'azienda, non ha mai voluto cedere la proprietà dei suoi impianti, in modo da permettere a Vinyls di chiudere il ciclo del cloro ed essere indipendente per questa produzione.
Infatti l'etilene prodotto a Porto Torres da Polimeri Europa viene trasportato ad Assemini (Eni Rewind), ove, utilizzandosi il cloro prodotto nello stesso sito, si trasforma in dicloroetano. Tale prodotto viene ritrasportato a Porto Torres (Vinyls) e si trasforma in vinil cloruro monomero che a sua volta viene trasformato in poli vinil cloruro.
Verso la fine del 2008, iniziano ad accumularsi debiti nei confronti di ENI, a causa di fatture non liquidate (77 milioni di euro).
Il 31 marzo 2009 è avvenuta la vendita di Ineos Vinyls Italia a due società del gruppo Sartor, Sartor Investment S.r.l. e Sartor Holding S.r.l.
La nuova società ha preso il nome di Vinyls Italia S.p.A.. Dopo solo 20 giorni dall'acquisizione, la nuova proprietà ha comunicato che la società non poteva continuare ad operare poiché ENI ha aumentato il prezzo del dicloroetano da 70 euro a 270 euro la tonnellata: il 28 maggio viene presentata richiesta di fallimento che sfocerà nella messa in amministrazione straordinaria.
Nell'agosto 2009 la produzione viene fermata e il 27 novembre gli operai vengono messi in cassa integrazione.
L'8 gennaio 2010 Gli Operai occupano la Torre Aragonese di Porto Torres
Il 25 febbraio 2010 gli operai occupano per protesta l'ex carcere di massima sicurezza dell'Asinara, che viene ribattezzata dai media, L'isola dei cassintegrati", riprendendo il famoso reality show. La storia della protesta è raccontata nel romanzo Asinara Revolution (Bompiani, 2011).
Il 22 ottobre 2010 scadeva il bando per l'acquisto dei complessi aziendali di Vinyls: sono pervenute ai commissari, 4 manifestazioni di interesse (di cui una non accolta in quanto non soddisfa i requisiti contenuti nel bando): Dioki, Industrie Generali Spa di Samarate (Va), Fondo Gita.
Dopo parecchi mesi di trattative (fallite) con il fondo svizzero Gita circa l'acquisto in blocco dei tre stabilimenti Vinyls di Porto Marghera, Porto Torres e Ravenna, nel giugno del 2011 IGS-Co.Em. acquisisce l'impianto di Ravenna (54 dipendenti - 38 di Ravenna, 16 di Porto Torres e Marghera), che nel luglio 2012 riprende la produzione industriale. Si procede dunque allo spezzatino di Vinyls con la vendita dei siti di produzione a soggetti differenti.
Tuttavia, dall'8 ottobre 2012 si è riaperta la vertenza anche per Vinyls Ravenna: in base a quanto riportato dagli organi di stampa, Kem One (Gruppo Klesch), nuovo fornitore della materia prima CVM (precedentemente era Arkema), ha sospeso l'approvvigionamento delle materie prime a causa di un debito insoluto da parte di Vinyls di 6 milioni di euro.
Al 2016, si registrano le seguenti situazioni:
- impianto di Marghera: il sito, oramai chiuso, nel 2013 è stato rilevato da International Process Plants (IPP), specializzata nella compravendita di impianti industriali usati[11]. Sei operai si occupano della manutenzione dello stabilimento e 5 impiegati dell'amministrazione[12]. Sono in corso le attività di bonifica[13].
- impianto di Porto Torres: anch'esso chiuso, sono in corso le attività di bonifica[14][15].
- impianto di Ravenna: anche qui le attività sono cessate, l'impianto è in corso di smantellamento, pezzo per pezzo. Ogni sua parte, infatti, è stata messa all'asta sul sito specializzato Troostwijk[16].

## Attività
Vinyls aveva 370 dipendenti e stabilimenti a Porto Marghera, Porto Torres e Ravenna. Nel 2007 ha realizzato a livello mondiale un fatturato di circa 247,6 milioni di euro. Era l'unica società in Italia che produceva PVC. Tra i suoi ex clienti vi era anche Sirci, maggior produttore italiano di tubi in pvc.

## Procedimenti giudiziari
Vinyls è indagata dalla Procura della Repubblica presso il Tribunale di Sassari (procedimento giudiziario n. 2946/05-21) per avere autorizzato dal 2005 al 2009, scarichi nelle acque del golfo dell'Asinara di cadmio, mercurio, cianuri, diossine e altre sostanze cancerogene, comportamenti che il pm Michele Incani, titolare dell'inchiesta, traduce nei reati di disastro ambientale e avvelenamento di sostanze destinate all'alimentazione.